# Kanaat van de Krim
Het kanaat van de Krim (Krimtataars: قريم يورتى ;Qırım Hanlığı of Qırım Yurtu; Russisch: Крымское ханство; Krymskoje chanstvo, Oekraïens: Кримське ханство; Krymske chanstvo, Turks: Kırım Hanlığı) was een Krimtataarse staat die bestond vanaf 1441 tot 1783. Het was het langst bestaande kanaat dat het kanaat van de Gouden Horde opvolgde.

## Geschiedenis

### Ontstaan
Het kanaat van de Krim ontstond tijdens een burgeroorlog binnen het kanaat van de Gouden Horde, een van de vier rijken waarin het Mongoolse Rijk was opgedeeld. Tataarse bewoners van de Krim nodigden Hacı I Giray, een afstammeling van Dzjengis Khan en mededinger om de troon van de Gouden Horde, uit om kan te worden van hun gebied. Hacı I Giray accepteerde het voorstel en trok vanuit Litouwen, waar hij naartoe was verbannen, naar de Krim. Na een lange onafhankelijkheidsoorlog tegen de Gouden Horde werd het kanaat van de Krim in 1441 werkelijk onafhankelijk.
Na de dood van Hacı I Giray in 1466 ontstond er een opvolgingsstrijd tussen zijn zoons. Meñli I Giray, de zesde zoon van Hacı, werd in 1475 gevangengenomen door Ottomaanse troepen en nadat hij de suzereiniteit van de sultan had aanvaard, werd hij met Ottomaanse hulp in 1478 op de troon van het kanaat geïnstalleerd. In 1502 versloeg Meñli I Giray de laatste kan van de Gouden Horde en riep zichzelf uit tot grootkan.

### Bloei
In juni 1502 vielen de Krimtataren sjeik Ahmad, de laatste khan van de Gouden Horde, aan. De Krimtataren wilden voorkomen dat de Russen ook hun kanaat zouden innemen. De Russen hadden immers al de andere staten die uit de Gouden Horde voortgekomen waren veroverd: het kanaat Kazan werd in 1552 veroverd en het kanaat Astrachan in 1556. Een poging van de Russische generaal om ook het kanaat van de Krim in 1559 te veroveren mislukte. Het kanaat wist na de overwinning op de Russen uit te groeien tot een regionale grootmacht. Dat gebeurde onder de kans Mehmed I Giray, die van 1515 tot 1525 regeerde, Sahib I Giray, die van 1532 tot 1551 en Devlet I Giray die van 1551 tot 1577 regeerde. De Krimtataren wisten in 1571 gebruik te maken van de Lijflandse Oorlog om Moskou in brand te steken. De Krimtataren leden in 1572 een nederlaag bij de Slag bij Molodi en na deze nederlaag verdween de invloed van het kanaat van de Krim in Oost-Europa en nam de macht van het kanaat af. Hierdoor kon het plan om de door Rusland veroverde kanaten van Kazan en Astrachan te heroveren niet uitgevoerd worden.
De Krimtataren bleven na de nederlaag bij de slag bij Molodi rooftochten uitvoeren. Deze rooftochten verliepen vanaf Perekop op het Krim-schiereiland via Toela, een plaats gelegen tussen de Severski Donets en de Dnjepr. Na 200 kilometer landinwaarts kwamen de Krimtataren in Moskou aan. De route van de Krim naar Moskou is ook wel bekend als de Moeravski-route. In Moskou plunderden ze de stad en namen ze burgers als slaven mee. Moskou plaatste als reactie op deze tochten van de Krimtataren elk voorjaar 65.000 soldaten aan de grens. De Russische legers gebruikten allerlei verdedigingsmiddelen zoals valkuilen, omgevallen bomen, loopgraven en vestingen  zoals Belev, Odoev en Toela. De Oka dicht bij Moskou diende als laatste verdedigingslinie. Kozakken en jonge edelen werden gebruikt om de steppen te controleren op de aanwezigheid van Krimtataren. Ongeveer dertig Tataarse invallen werden gemeld in Moskous gebied tussen 1558 en 1596.

### Verval
In de periode van 1624 tot 1628 kwam de kan in opstand tegen de Turkse sultan, maar hij onderwierp zich later weer. In 1648 sloten de Krimtataren een verbond met de leider van de Zaporozje-Kozakken, Bohdan Chmelnytsky, om het Kozakken-Hetmanaat los te maken van Polen-Litouwen. Tijdens de Tweede Noordse Oorlog hadden de Krimtataren geduchte tegenstanders aan de Russen, Polen, Hongaren, Zweden en Brandenburgers. In 1699 veroverden de Krimtataren de stad Azov, maar die stad moesten ze in 1711 weer aan de Turken teruggeven.
De Kalmukken vormden in de eerste helft van de zeventiende eeuw het Kalmuks kanaat in de benedenloop van de Wolga. Onder leiding van Ayuka Khan werden een aantal expedities uitgevoerd tegen het Kanaat van de Krim en de Nogai.
De Russische en Oekraïense legers vielen tijdens de Russisch-Turkse Oorlog van 1676-1681 en de Krimcampagnes van 1687 en 1689 het kanaat aan. Het Russische leger wist het kanaat pas na de Russisch-Turkse Oorlog van 1735-1739, onder leiding van de Russische generaal von Munnich, in te nemen.
Onder het bewind van Catherina II werd er meer oorlog gevoerd in het het gebied. De Russisch-Turkse Oorlog van 1768 tot 1774 werd beëindigd met het Verdrag van Küçük Kaynarca. Bij dit verdrag werd het kanaat van de Krim afgescheiden van het Ottomaanse Rijk en geannexeerd door het Russische Keizerrijk.
Het beleid van de laatste kan van de Krim Şahin Giray zorgde voor een groeiende Russische invloed. Tegelijkertijd zorgde het voor onrust onder de ministers van het kanaat tegen de Russische overheersing. Op 8 april 1783 greep de Russische tsarina Catherina II in omdat het vredesverdrag eenzijdig geschonden was en omdat er in het kanaat een burgeroorlog uitgebroken was. Het leidde tot de annexatie van het gehele schiereiland door het Russische Rijk. In 1787 vluchtte Şahin Giray naar het Ottomaanse Rijk waar hij werd geëxecuteerd door de Ottomaanse leiders omdat hij hoogverraad gepleegd had op Rhodos. De koninklijke familie overleefde.